# 천곡동굴

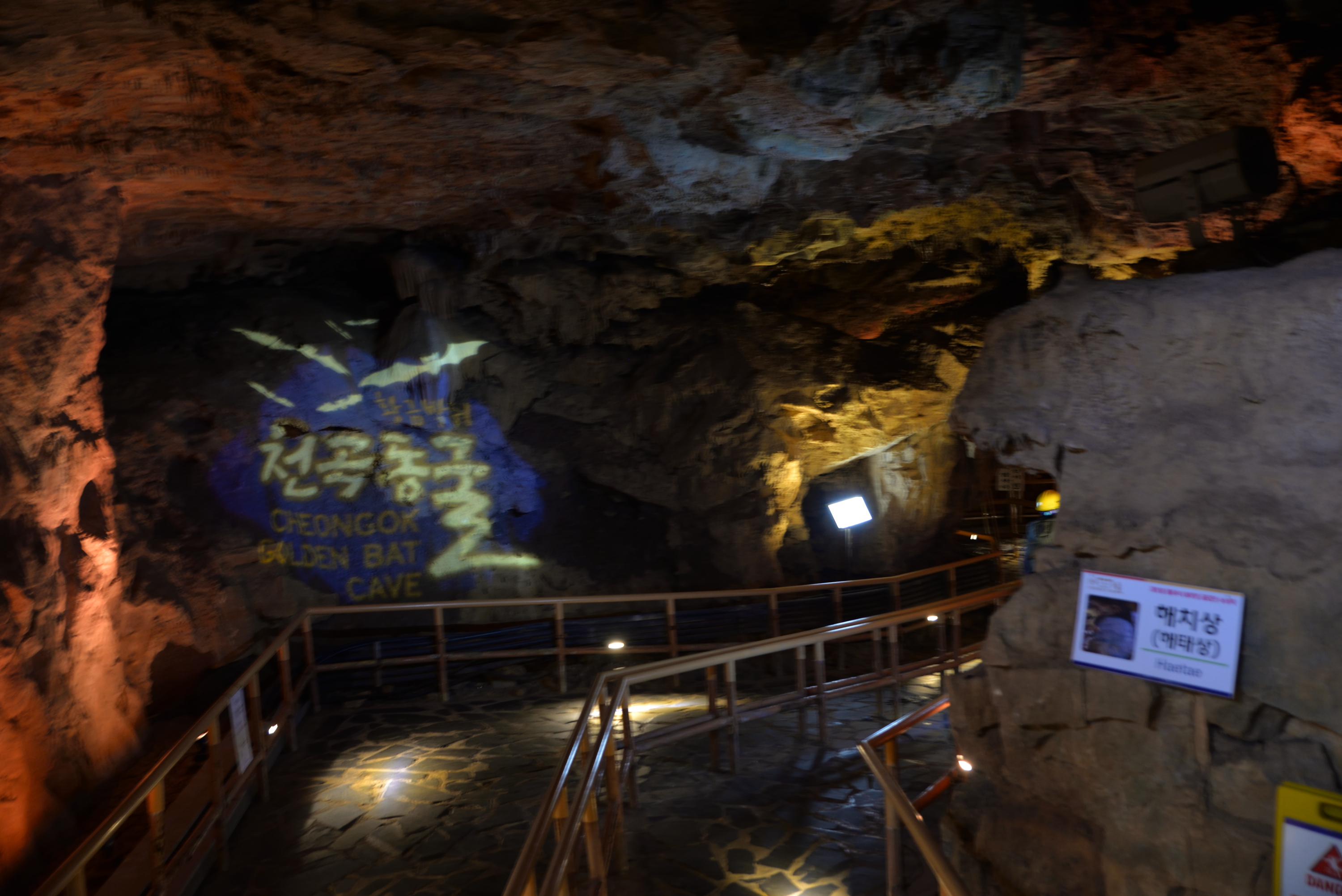
동해시 천곡동의 천곡동굴(천곡황금박쥐동굴)과 고생대 조선 누층군 풍촌 석회암층

천곡황금박쥐동굴(Cheongok Golden Bat Cave) 또는 천곡동굴은 대한민국 강원특별자치도 동해시 천곡동의 고생대 조선 누층군 대기층(풍촌 석회암층)에 발달하는 석회암 동굴이다. 북평여자고등학교 맞은편에 위치한 천곡동굴은 주택지 개발 중 발견된 동굴로 종유석, 석순 등이 발달하며, 배후 산지에는 돌리네와 우발라 같은 카르스트 지형이 발달한다.

## 개요
1991년 6월에서 천곡동 신시가지 기반조성과 인근 아파트 공사를 하던 중 우연하게 발견되었다. 이후 발견된 장소의 지명을 따라 자연스럽게 천곡동굴이란 명칭이 붙었다. 2005년 천곡동굴 안에서 멸종위기종 제1호로 지정한 황금박쥐(붉은박쥐)가 나타나서 주목을 받기도 하였다.
천곡동굴은 1991년 6월 24일 천곡동 신시가지 조성 공사 중 발견되어 몇 차례의 탐사 후 학술적 가치를 인정받아 1991년 8월 이후 총연장 1400 m 중 700 m 구간이 개발되어 공공에 개방되었다. 천곡황금박쥐동굴은 한국에서 유일하게 도시 중심부에 위치한 동굴이며 천정 용식구, 커튼형 종유석, 석회화폭포 등 학술적 가치와 신비함을 지니고 있어 지질학에 대한 최적의 자연 학습장이다.
천곡동굴은 고생대 초기의 퇴적암 지층 고생대 조선 누층군 대기층(풍촌 석회암층) 내 석회암에 발달한다. 풍촌 석회암층은 천곡동굴 뒤편 야산에도 드러나 있으며 이 야산에는 돌리네와 같은 석회암 카르스트 지형이 발달한다. 지표의 카르스트 지형과 천곡동굴은 서로 밀접하게 연결되어 있다.
천곡황금박쥐동굴 내부와 주변의 풍촌 석회암층
- 천곡동굴 입구
- '엄지척' 석순
- 석순과 석주가 만나고 있다
- 동굴 내 전시된 자수정
- 동굴 외부에 전시된 종유석
- 동굴 뒷산의 풍촌 석회암층 노두
- 동굴 뒷산의 돌리네 지형

## 이용시간/요금
- 이용시간: 08:00~18:00
- 휴무일: 연중개방

|          | 성인    | 청소년  | 군인    | 어린이  |
| -------- | ------- | ------- | ------- | ------- |
| 개인     | 4,000원 | 3,000원 | 3,000원 | 2,000원 |
| 단체     | 3,500원 | 2,500원 | 2,500원 | 1,500원 |
| 동해시민 | 2,000원 | 1,500원 | 1,500원 | 1,000원 |

## 찾아가는 길
천곡동굴은 동해시 시가지에 있고 동해고속도로 동해 나들목 가까이 있으며 동굴 입구 바로 옆에 주차장이 있어 접근성이 편리하다. 천곡동굴 주차장의 도로명주소는 동해시 동굴로 50이다.

## 주변 명소
- 무릉계곡
- 추암해수욕장
- 망상해수욕장

## 같이 보기
- 동해시의 지질
- 조선 누층군 풍촌 석회암층
- 삼척 대이리 동굴지대
- 평창 백룡동굴
- 정선 화암동굴
- 영월 고씨굴
- 단양 고수동굴
- 석회암 동굴